# Pulitzer-Preis 2001
Der Pulitzer-Preis 2001 war die 85. Verleihung des US-amerikanischen Literaturpreises. Die Jury bestand aus 17 Personen unter dem Vorsitz von Edward Seaton. Das „Pulitzer Prize Board“ vergab Preise für Arbeiten, die während des Kalenderjahres 2000 entstanden waren.

## Bereich Journalismus(Journalism)
| Kategorie                                                  | Preisträger                                    | Begründung |
| ---------------------------------------------------------- | ---------------------------------------------- | --- |
| Aktuelle Berichterstattung (Breaking News Reporting)       | The Miami Herald                               | Preis verliehen für seine ausgewogene und fesselnde Berichterstattung vor Ort über die Razzia von Bundesagenten vor Tagesanbruch, die den kubanischen Jungen Elián González von seinen Verwandten in Miami wegnahm und ihn mit seinem kubanischen Vater wiedervereinigte.                                  |
| Dienst an der Öffentlichkeit (Public Service)              | The Oregonian                                  | Preis verliehen für seine detaillierte und unermüdliche Untersuchung systematischer Probleme innerhalb des U.S. Immigration and Naturalization Service. Dazu gehörten die harte Behandlung ausländischer Staatsangehöriger und andere weit verbreitete Missbräuche, die zu verschiedenen Reformen führten. |
| Investigativer Journalismus (Investigative Reporting)      | David Willman von der Los Angeles Times        | Preis verliehen für seine bahnbrechende Darstellung von sieben unsicheren verschreibungspflichtigen Arzneimitteln, die von der Food and Drug Administration zugelassen worden waren, und für eine Analyse der politischen Reformen, die die Wirksamkeit der Behörde beeinträchtigt hatten.                 |
| Hintergrundberichterstattung (Explanatory Journalism)      | Chicago Tribune                                | Preis verliehen für „Gateway to Gridlock“ ein klares und überzeugendes Profil des chaotischen amerikanischen Flugverkehrssystems. |
| Beat Reporting (Specialized Reporting)                     | David Cay Johnston von The New York Times      | Preis verliehen für seine tiefgründige und einfallsreiche Berichterstattung, die Schlupflöcher und Ungerechtigkeiten im US-Steuerrecht aufdeckte, was maßgeblich zur Herbeiführung von Reformen beitrug.                                                                                                   |
| Kritik (Criticism)                                         | Gail Caldwell von The Boston Globe             | Preis verliehen für ihre aufschlussreichen Beobachtungen zum zeitgenössischen Leben und zur zeitgenössischen Literatur. |
| Karikatur (Editorial Cartooning)                           | Ann Telnaes vom The Los Angeles Times Syndikat | |
| Leitartikel (Editorial Writing)                            | David Moats vom Rutland Herald, Rutland        | Preis verliehen für seine unparteiische und einflussreiche Reihe von Leitartikeln, in denen er sich mit den spaltenden Themen befasst, die sich aus eingetragenen Lebenspartnerschaften für gleichgeschlechtliche Paare ergeben.                                                                           |
| Kommentar (Commentary)                                     | Dorothy Rabinowitz von The Wall Street Journal | Preis verliehen für ihre Artikel über die amerikanische Gesellschaft und Kultur. |
| Auslandsberichterstattung (International Reporting)        | Ian Johnson von The Wall Street Journal        | Preis verliehen für seine aufschlussreichen Geschichten über Opfer der oft brutalen Unterdrückung der Falun Gong-Bewegung durch die Regierung der Volksrepublik China und die Auswirkungen dieser Kampagne auf die Zukunft.                                                                                |
| Auslandsberichterstattung (International Reporting)        | Paul Salopek von der Chicago Tribune           | Preis verliehen für seine Berichterstattung über die politischen Unruhen und Krankheitsepidemien, die Afrika verwüsteten, die er aus erster Hand miterlebte, als er, manchmal mit dem Kanu, durch die von Rebellen kontrollierten Regionen des Kongo reiste.                                               |
| Berichterstattung im Inland (National Reporting)           | The New York Times                             | Preis verliehen für seine fesselnde und unvergessliche Serie über rassistische Erfahrungen und Einstellungen im heutigen Amerika. |
| Feature Writing (Feature Writing)                          | Tom Hallman, Jr. von The Oregonian             | Preis verliehen für sein ergreifendes Porträt eines entstellten 14-jährigen Jungen, der sich für eine lebensbedrohliche Operation entscheidet, um sein Aussehen zu verbessern. |
| Aktuelle Fotoberichterstattung (Breaking News Photography) | Alan Diaz von Associated Press                 | Preis verliehen für sein Foto, auf dem bewaffnete US-Bundesagenten den kubanischen Jungen Elián Gonzalez im Haus seiner Verwandten in Miami ergreifen. |
| Feature-Fotoberichterstattung (Feature Photography)        | Matt Rainey von The Star-Ledger, Newark        | Preis verliehen oder seine emotionalen Fotografien, die die Pflege und Genesung zweier Studenten veranschaulichen, die bei einem Wohnheimbrand an der Seton Hall University schwere Verbrennungen erlitten haben.                                                                                          |

## Bereich Literatur, Theater und Musik(Books, Drama & Music)
| Kategorie                                                   | Preisträger |
| ----------------------------------------------------------- | --- |
| Geschichte (History)                                        | Founding Brothers: The Revolutionary Generation von Joseph J. Ellis (Alfred A. Knopf)                                                                                     |
| Belletristik (Fiction)                                      | The Amazing Adventures of Kavalier & Clay (deutscher Titel: Die unglaublichen Abenteuer von Kavalier und Clay) von Michael Chabon (Random House)                          |
| Sachbuch (General Nonfiction)                               | Hirohito and the Making of Modern Japan von Herbert P. Bix (HarperCollins)                                                                                                |
| Musik (Music)                                               | Symphony No. 2 for String Orchestra von John Corigliano (G. Schirmer); Uraufführung durch das Boston Symphony Orchestra am 30. November 2000 in der Symphony Hall, Boston |
| Dichtung (Poetry)                                           | Different Hours von Stephen Dunn (W.W. Norton & Company) |
| Theater (Drama)                                             | Proof von David Auburn (Faber and Faber) |
| Biographie oder Autobiographie (Biography or Autobiography) | W.E.B. Du Bois: The Fight for Equality and the American Century, 1919-1963 von David Levering Lewis (Henry Holt and Company)                                              |